# Quantitative Bildtypenanalyse
Die quantitative Bildtypenanalyse ist eine Methode zur Erforschung von Bildinhalten in publizistischen Produkten. Angewendet wurde die noch junge Methode insbesondere in der kommunikationswissenschaftlichen Forschung.
Die Methode kombiniert die quantitative Bildinhaltsanalyse mit dem qualitativen ikonografisch-ikonologischen Ansatz. Um einen besseren Überblick über die Struktur der Bildberichterstattung zu erhalten, werden die einzelnen Bildmotive im Untersuchungsmaterial zu Bildtypen klassifiziert. Auf diese Weise können Erkenntnisse darüber erlangt werden, welche Bildtypen wie oft in der Berichterstattung vorkommen. In der Folge können Aussagen über das Selektionsverhalten im Bild-Journalismus getroffen werden sowie über die dominierende Bildbedeutungen in der Bildberichterstattung.

## Unterschied Bildmotiv – Bildtyp
Die Kommunikationswissenschaftlerinnen Grittmann und Ammann definieren den Bildtyp als die „(Bündelung) aller Bildmotive mit gleich bleibender inhaltlicher Aussage bzw. Bedeutung, (die sich) inhaltlich von anderen Bildtypen unterscheide(n)“
Grittmann und Ammann verdeutlichen dies am Bildtyp „politischer Gedenkakt“. Politische Repräsentanten symbolisieren Trauer, indem sie, meist in einer Schweigeminute, mit gesenktem Kopf einem Ereignis oder einer Person gedenken. Die Personen und Trauersymbole variieren dabei; dies sind die Besonderheiten des einzelnen Bildmotivs. Die offizielle politische Trauer ist die Gemeinsamkeit, die ähnliche Einzelbilder zu Vertretern des Bildtyps „politischer Gedenkakt“ werden lässt.